# Aldaia
Aldaia, en valencien et officiellement, (Aldaya en castillan), est une commune d'Espagne de la province de Valence dans la Communauté valencienne. Elle est située dans la comarque de l'Horta Oest et dans la zone à prédominance linguistique valencienne.

## Géographie

Localisation d'Aldaia
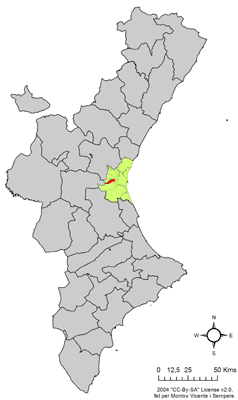
dans la Communauté valencienne.
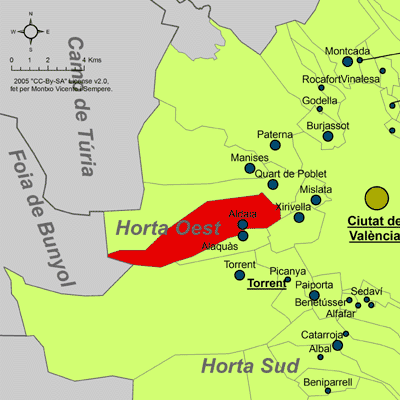
dans la comarque de l'Horta Oest.

### Localités limitrophes
Le territoire communal d'Aldaia est voisin de celui des communes suivantes :
Alaquàs, Chiva et Torrent, Quart de Poblet et Xirivella toutes situées dans la province de Valence.

## Démographie
Aldaia a 31 246 habitants (INE 2016).
| Population | 2.050 | 2.326 | 2.906 | 3.236 | 3.423 | 3.974 | 4.570 | 6.382 | 9.579 | 16.157 | 20.800 | 22.350 | 24.485 | 27.704 | 31.246 |

## Politique et administration
La ville d'Aldaia comptait 31 492 habitants aux élections municipales du 26 mai 2019. Son conseil municipal (en espagnol : Pleno del Ayuntamiento) se compose donc de 21 élus.
Faisant partie de la banlieue rouge de Valence, la municipalité a été quasi-uniquement dirigée par le Parti socialiste depuis 1979.

### Maires
| Mandat    | Maire | Maire                                            | Parti | Majorité |
| --------- | ----- | ------------------------------------------------ | ----- | -------- |
| 1979-1983 |       | Salvador Vilanova Alemenar                       | PSOE  | 8 / 21   |
| 1983-1987 |       | Enrique Luján Folgado                            | PSOE  | 12 / 21  |
| 1987-1991 |       | Enrique Luján Folgado                            | PSOE  | 13 / 21  |
| 1991-1995 |       | Enrique Luján Folgado                            | PSOE  | 14 / 21  |
| 1995-1999 |       | Enrique Luján Folgado Desamparats Navarro (1997) | PSOE  | 10 / 21  |
| 1999-2003 |       | Desamparats Navarro                              | PSOE  | 12 / 21  |
| 2003-2007 |       | Desamparats Navarro                              | PSOE  | 13 / 21  |
| 2007-2011 |       | Desamparats Navarro                              | PSOE  | 11 / 21  |
| 2011-2015 |       | Carmen Jávega                                    | PP    | 11 / 21  |
| 2015-2019 |       | Guillermo Luján Valero                           | PSOE  | 8 / 21   |
| 2019-2023 |       | Guillermo Luján Valero                           | PSOE  | 14 / 21  |
| 2023-2027 |       | Guillermo Luján Valero                           | PSOE  | 14 / 21  |

## Personnalités liées
- Le groupe de punk hardcore Voltor en est originaire

### Sources
- (es) Cet article est partiellement ou en totalité issu de l’article de Wikipédia en espagnol intitulé « Aldaya » (voir la liste des auteurs).
- (es) Varaciones de los municipios de España desde 1842, Ministerio de administraciones públicas, octobre 2008, 364 p. (lire en ligne) [PDF]